# Franz Leenhardt
Cet article concerne le géologue. Pour le bibliste, voir Franz Jehan Leenhardt.
Pour les articles homonymes, voir Leenhardt.
Franz Leenhardt, né le 24 septembre 1846 à Marseille et mort le 21 mars 1922 à Saint-Clément-de-Rivière, est un théologien protestant, professeur à la faculté de théologie protestante de Montauban.

## Biographie
Franz Leenhardt naît en 1846 à Marseille. Il est le fils d'Henri Leenhardt, dirigeant d'une société de pétrole à Marseille, et de son épouse Sophie Imer, dont le père Jules-Louis Imer est le fondateur de la maison Imer frères. Il fait ses études de théologie pour devenir pasteur et il soutient sa thèse de baccalauréat en 1871 à Montauban. Il est chargé de cours à la faculté de théologie de Montauban en 1875. Il soutient en 1883 une thèse de doctorat de sciences intitulée Étude géologique de la région du Mont Ventoux puis une licence de théologie en 1892 et enfin une thèse de doctorat intitulée Le péché d'après L'éthique de Rothe, à la faculté de théologie protestante de Montauban en 1893. Il est favorable aux théories évolutionnistes et les enseigne. Il est nommé professeur titulaire de la chaire de philosophie et de sciences en 1893, mais des problèmes de santé l'obligent à démissionner en 1906, peu après avoir donné la leçon d'ouverture intitulée « Le chrétien et la philosophie ». Il s'installe dans la propriété familiale de Fonfroide-le-Haut, à Saint-Clément-de-Rivière, où il meurt le 21 mars 1922, à 75 ans. 
Il épouse Louise Westphal. Leur fils aîné, Camille Leenhardt est pasteur de l'Église réformée et dirige Le Lazaret de Sète, un autre fils, Maurice Leenhardt, est missiologue et anthropologue, spécialiste de la Nouvelle-Calédonie et directeur d'études à l'École pratique des hautes études.

## Publications
- « Le Mont Ventoux et la Montagne de Lure », in Livret-guide des excursions en France du 8e congrès géologique international, Paris, 1900, p. 26-42
- Essai sur l'activité créatrice : évolution - rédemption, Paris, Fischbacher, 1922, 198 p.